# Valonia complicata
Valonia complicata är en tvåvingeart som beskrevs av Walker 1856. Valonia complicata ingår i släktet Valonia och familjen bredmunsflugor. Inga underarter finns listade i Catalogue of Life.